# Slagankare

Slagankare.

Slagankare är en plugg för infästning i betongväggar eller tak och som har en invändig gänga för att kunna fästa föremål som skruvas in. Slagankare används framförallt vid större laster.